# Cloruro di metilmagnesio
Il cloruro di metilmagnesio è il composto organometallico con formula CH3MgCl. È il più semplice tra i reattivi di Grignard. In condizioni normali è un solido incolore, insolubile in etere di petrolio e benzene, disponibile in commercio come soluzione in tetraidrofurano. In chimica organica viene utilizzato come sintone del carbanione metilico, in maniera analoga al metillitio.

## Sintesi
Il cloruro di metilmagnesio si prepara facendo reagire clorometano con magnesio in tetraidrofurano. La soluzione così ottenuta viene usata direttamente come reattivo di Grignard, senza bisogno di isolare il composto. Analoga reazione si può condurre anche in etere.
{\displaystyle {\ce {CH3Cl~+Mg->[{} \atop {\ce {THF}}]CH3MgCl}}}

## Proprietà

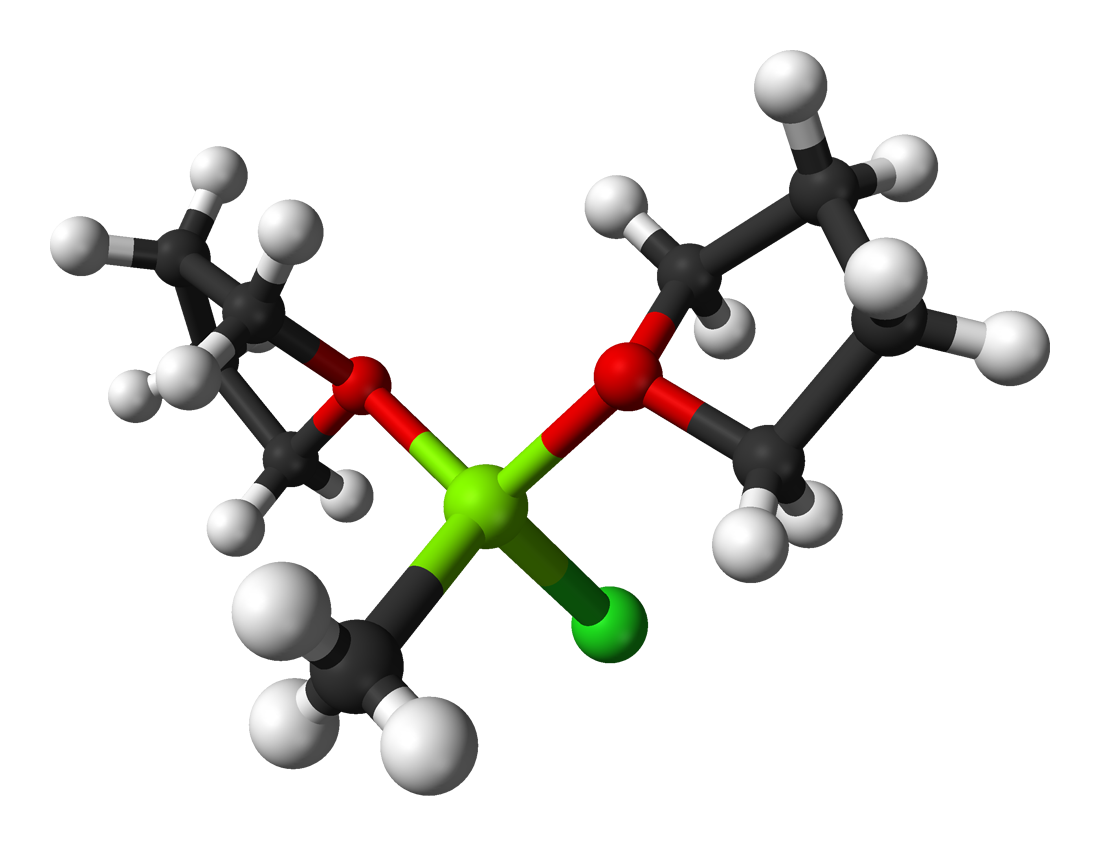
Struttura di CH_{3}MgCl(THF)_{2}, esempio della specie formata in solventi donatori.

Il cloruro di metilmagnesio è stabile in soluzione di tetraidrofurano. È un tipico reattivo di Grignard, meno usato dei corrispondenti bromuro e ioduro, ma di costo inferiore. In solventi di tipo etere è solvatato: due atomi di ossigeno del solvente si coordinano all'atomo di magnesio che diventa tetracoordinato con geometria tetraedrica.
Il cloruro di metilmagnesio reagisce con l'acqua e altri reagenti protici per formare metano:
{\displaystyle {\ce {CH3MgCl + ROH -> CH4 + MgCl(OR)}}}